# Nanoarchaeum
Nanoarchaeum equitans es una especie de pequeño microorganismo perteneciente al dominio Archaea descubierto en 2002 en una fuente hidrotermal de la costa de Islandia. Están ampliamente distribuidas en ambientes continentales y marítimos de alta temperatura tales como fuentes hidrotermales y en el parque nacional de Yellowstone. Puesto que crece a temperaturas próximas al punto de ebullición se le considera un hipertermófilo. Nanoarchaeum equitans parece ser un simbionte obligado de la archaea Ignicoccus pues debe estar en contacto con su huésped para sobrevivir.

## Morfología
Sus células tienen un diámetro de solamente 400 nm, lo que le hace uno de los organismos más pequeños conocidos, exceptuando posiblemente nanobacterias y nanobios, cuyos status como organismos vivos son controvertidos. Su genoma consta solamente de 490.885 nucleótidos, por lo que constituyó el genoma no viral más pequeño secuenciado hasta 2025, cuando se secuenció Candidatus Sukunaarchaeum mirabile, con alrededor de 238.000. La superficie celular está cubierta por una capa S en forma de retícula fina que proporciona estructura y protección a toda la célula.

## Genoma y metabolismo
El secuenciamiento del genoma de Nanoarchaeum ha revelado una gran cantidad de información sobre la biología de este organismo. Parecen faltar los genes de varias rutas metabólicas vitales. Nanoarchaeum no puede sintetizar la mayoría de los nucleótidos, aminoácidos, lípidos y cofactores. La célula obtiene muy probablemente estas biomoléculas de Ignicoccus. Sin embargo, al contrario que muchos microorganismos parásitos, Nanoarchaeum tiene muchas enzimas de reparación del ADN, así como todo lo necesario para realizar la replicación de ADN, transcripción y traducción. Esto puede explicar por qué el genoma carece de las grandes secciones no codificadoras características del ADN de otros parásitos. La capacidad del organismo de producir su propio ATP está en cuestión. Nanoarchaeum carece de la capacidad de metabolizar hidrógeno y azufre para obtener la energía que necesita, como hacen muchos termófilos. Tiene cinco subunidades de ATP-sintetasa así como las rutas para la desaminación oxidativa. Actualmente se desconoce si obtiene energía de las moléculas biológicas importadas de Ignicoccus, o por el contrario recibe ATP directamente.

## Clasificación
Se ha discutido si las diferencias genómicas son lo suficientemente grandes para darle su propio filo, Nanoarchaeota, o por el contrario debe clasificarse en el filo Methanobacteriota. Más recientemente se las ha incluido en el reino Nanobdellati junto con otros filos relacionados que han sido identificados a partir del grupo ARMAN.